# ارتم اشتانکو
ارتم اشتانکو (اوکراینی: Артем Анатолійович Штанько؛ زادهٔ ۶ سپتامبر ۱۹۸۰) بازیکن فوتبال اهل اوکراین است.
از باشگاه‌هایی که در آن بازی کرده‌است می‌توان به باشگاه فوتبال کریفباس کریفیی ریه و باشگاه فوتبال لوچ ولادی‌وستوک اشاره کرد.